# Hogna nimia
Hogna nimia Roewer, 1959 è un ragno appartenente alla famiglia Lycosidae.

## Caratteristiche
I cheliceri sono di colore nero; la parte frontale è ricoperta da una peluria grigio-biancastra.
L'olotipo femminile rinvenuto ha lunghezza totale è di 28 mm; la lunghezza del cefalotorace è di 13 mm e quella dell'opistosoma è di 15 mm.

## Distribuzione
La specie è stata reperita nella Tanzania settentrionale: nelle steppe dei Masai.

## Tassonomia
Al 2017 non sono note sottospecie e dal 1959 non sono stati esaminati nuovi esemplari.